# Callum Keith Rennie
Callum Keith Rennie (Sunderland, 14 de setembro de 1960) é um ator britânico. Ele começou sua carreira na série Due South. É famoso por seus papéis nas séries Battlestar Galactica, Californication, ganhou muitos fãs no Brasil fazendo o personagem Serial Killer John Wakefield na Minissérie Harper's Island.

## Filmografia

### Filmes
- Double Happiness (1994)... Mark
- Time Cop (1994)... Estrangeiro
- Unforgettable (1996)... Motorista
- Hard Core Logo (1996)... Billy
- Masterminds (1997)... Ollie
- Excess Baggage (1997)
- Last Night (1998)... Craig Zwiller
- eXistenZ (1999)... Hugo Carlow
- Memento (2000)... Dodd
- Suspicious River (2000)... Gary Jensen
- Picture Claire (2001)... Laramie
- Slap Shot 2: Breaking the Ice (2002)... Palmberg
- Flower & Garnet (2002)... Ed
- Paycheck (2003)... Jude
- Falling Angels (2003)... Pai
- The Butterfly Effect (2004)... Jason
- Wilby Wonderful (2004)... Duck MacDonald
- Blade: Trinity (2004)... Asher Talos
- Lucid (2005)... Victor
- Shooting Gallery (2005)... Michael Mortensen
- Whole New Thing (2005)... Denny
- Snow Cake (2006)... John Neil
- Unnatural & Accidental (2006)... Norman
- Code Name: The Cleaner (2007)... Shaw
- Butterfly on a Wheel (2007)... Det. McGrath
- The Invisible (2007)... Det. Brian Larson
- Normal (2007)... Walt Braugher
- Silk (2007)... Schuyler
- Sleepwalking (2008)... Will
- The X-Files: I Want to Believe (2008)... Janke Dacyshyn
- Case 39 (2009)... Edward Sullivan
- Faith, Fraud, & Minimum Wage (2010) ... Donald McMullen
- Gunless (2010) ... Ben Cutler
- Trigger (2010) ... Billy

### Filmes para TV
- Paris or Somewhere (1994)... Christy Mahon
- Little Criminals (1995)... Kostash
- Falling from the Sky: Flight 174 (1995)... Pumper
- The Ranger, the Cook and a Hole in the Sky (1995)... Big Hat
- For Those Who Hunt The Wounded Down (1996)... Jerry Bines
- Murder Seen (2000)... Det. Keegan
- Nature Boy (2000)... Eden Abez
- Dice (2001)... Egon Schwimmer
- Battlestar Galactica (2003)... Leoben Conoy
- H20 (2004)... Dom Pritchard
- The Five People You Meet in Heaven (2004)... Pai de Eddie
- Whiskey Echo (2005)... Dr. Rollie Saunders
- Painkiller Jane (2005)... Mitchel
- Tin Man (2007)... Zero
- Battlestar Galactica: The Plan (2009)... Leoben Conoy

### Séries de TV
- Highlander: The Series (1993/1995)... Neal/Tyler King (2 episódios)
- Lonesome Dove: The Series (1994)... Harry Price (1 episódio)
- The Commish (1994)... Michael Konichek (1 episódio)
- Forever Knight (1995)... Bruce Spencer (1 episódio)
- The X Files (1994/1995)... Tommy (2 episódios)
- The Marshal (1995)... Cal (1 episódio)
- The Outer Limits (1995)... Carlito (1 episódio)
- Side Effects (1995)... Armando (1 episódio)
- Viper (1996)... William T. Lennox (1 episódio)
- La Femme Nikita (1996)... Gray Wellman (2 episódios)
- My Life as a Dog (1996-1997)... Johnny Johansson (22 episódios)
- Due South (1997-1999)... Det. Stanley Raymond Kowalski (26 episódios)
- Twitch City (1998-2000)... Newbie (8 episódios)
- Strange World (1999)... Vince (1 episódio)
- Foolish Heart (1999)... Ross (1 episódio)
- Da Vinci's Inquest (1999-2001)... Det. Bob Marlowe (7 episódios)
- Bliss (2002)... Mike (1 episódio)
- Dark Angel (2002)... Sherife Lamar (1 episódio)
- Mutant X (2002)... Zack Lockhart (1 episódio)
- The Dead Zone (2002)... Mark Cassidy (1 episódio)
- The Eleventh Hour (2002)... Mark Mitchum (1 episódio)
- Tru Calling (2003)... Elliot Winters (1 episódio)
- Touching Evil (2004)... Mike Espy (1 episódio)
- Kingdom Hospital (2004)... Earl Candleton (2 episódios)
- Supernatural (2005)... Roy (1 episódio)
- The L Word (2006)... Danny Wilson (3 episódios)
- Smallville (2006)... Tyler McKnight (1 episódio)
- Men in Trees (2007)... Jeff (1 episódio)
- Bionic Woman (2008)... Victor (1 episódio)
- Californication (2008)... Lew Ashby (12 episódios)
- Battlestar Galactica (2004-2009)... Leoben Conoy (21 episódios)
- Harper's Island (2009)... John Wakefield (4 episódios)
- Shattered (2009)... Kyle Loggins (13 episódios)
- 24 (2010)... Vladimir Laitanan
- The Firm (2012) ... Ray McDeere